# البلينا
مركز ومدينة البَليَنا بمحافظة سوهاج بمصر. من حيث عدد السكان تعتبر إحدى المدن الكبيرة، تتميز بالنشاط التجاري الواسع. ويضم هذا المركز 4 وحدات قروية: عرابة أبيدوس - برديس - أولاد عليو ـ بني حميل.

## تاريخ البلينا
يعتبر مركز البلينا ذو تاريخ عريق، وسبب التسمية كما يرجح المؤرخون، أطلق بولينا نسبة إلى الملكة المصرية القديمة (المنحدرة من سلالة الملك مينا (نارمر) موحد القطريين) «الملكة بولينا»[بحاجة لمصدر]. وتم تحريفها على العصور من بولينا إلى بلينا ثم إلى البلينا وهو الاسم المتعارف عليه حاليا وبها المعبد الشهير أبيدوس بالعرابة المدفونة والذي يعود إلى فترة المصريون القدماء. وكانت البلينا سابقا إحدى القرى التابعة لمركز برديس أو منطقة برديس ثم في بداية القرن الماضي تم نقل المركز إلى مدينة البلينا واصبحت برديس إحدى القرى التابعة لمركز البلينا.